# 愛する人へ
「愛する人へ」（あいするひとへ）は、南こうせつが1977年1月にリリースした2枚目のシングルである。

## 解説
- 同年発売のアルバム『今こころのままに』にも収録された。
- B面の「雪手紙」はアルバム未収録だったが、2009年に発売された『ポロシャツの頃〜青春のとりこぼし〜』に、再録音されたものが収録された。

## 収録曲
1. 愛する人へ
  - 作詞:岡本おさみ／作曲:南こうせつ／編曲:木田高介
2. 雪手紙
  - 作詞:喜多条忠／作曲:南こうせつ

## 収録アルバム
| 曲名       | アルバム             | 発売日        | 備考              |
| ---------- | -------------------- | ------------- | ----------------- |
| 愛する人へ | 『今こころのままに』 | 1977年6月25日 | オリコン最高位1位 |